# Mars, Venus en Cupido
Mars, Venus en Cupido (Frans: Mars, Vénus et l'amour) is een schilderij van de voornamelijk in Italië werkzame Lambert Sustris. Het werk, dat waarschijnlijk rond 1548 - 1552 geschilderd is, maakt deel uit van de collectie het Louvre in Parijs.

## Voorstelling
Lambert Sustris werkte in het atelier van Titiaan, die veel schilderijen van Venus heeft gemaakt, zoals de Venus van Urbino. Sustris nam op dit schilderij zowel de thematiek als het kleurgebruik van zijn meester over. Hij besteedde meer aandacht dan veel tijdgenoten aan een precieze weergave van details. Het houtsnijwerk, de doeken en de vlechten in het haar zijn heel nauwkeurig uitgewerkt. 
Het doek toont Venus naakt, half zittend op een bed, een paar duiven strelend die proberen te paren. De duif is een van de attributen van Venus. Haar zoon Eros (of Cupido), naakt en gevleugeld, staat op het punt om de mannelijke duif met zijn pijl te prikken om hem te helpen paren. Aan de rechterkant nadert de oorlogsgod Mars, die zich bij de godin komt voegen. Nog verder op de achtergrond zijn enkele koppels te zien die aan een banket zitten. 

## Herkomst
Mars, Venus en Cupido is mogelijk geschilderd voor een lid van de bankiersfamilie Fugger. Van twee andere werken van Sustris die Lodewijk XIV in bezit had, staat dit met zekerheid vast. Later kwam het schilderij in bezit van de oorspronkelijk uit Keulen afkomstige bankier en verzamelaar Everhard Jabach. Hij had op een verkoop van de goederen van de Fuggers in Augsburg in 1650 wellicht een partij met werken van de schilder verworven. Nicolas Fouquet, surintendant des finances (minister van financiën) onder Lodewijk XIV, kocht het schilderij van Jabach. Toen hij in ongenade viel, kwam het werk in 1662 bij de schilder Charles Le Brun terecht om negen jaar later definitief toegeëigend te worden door de koning. 

## Afbeelding

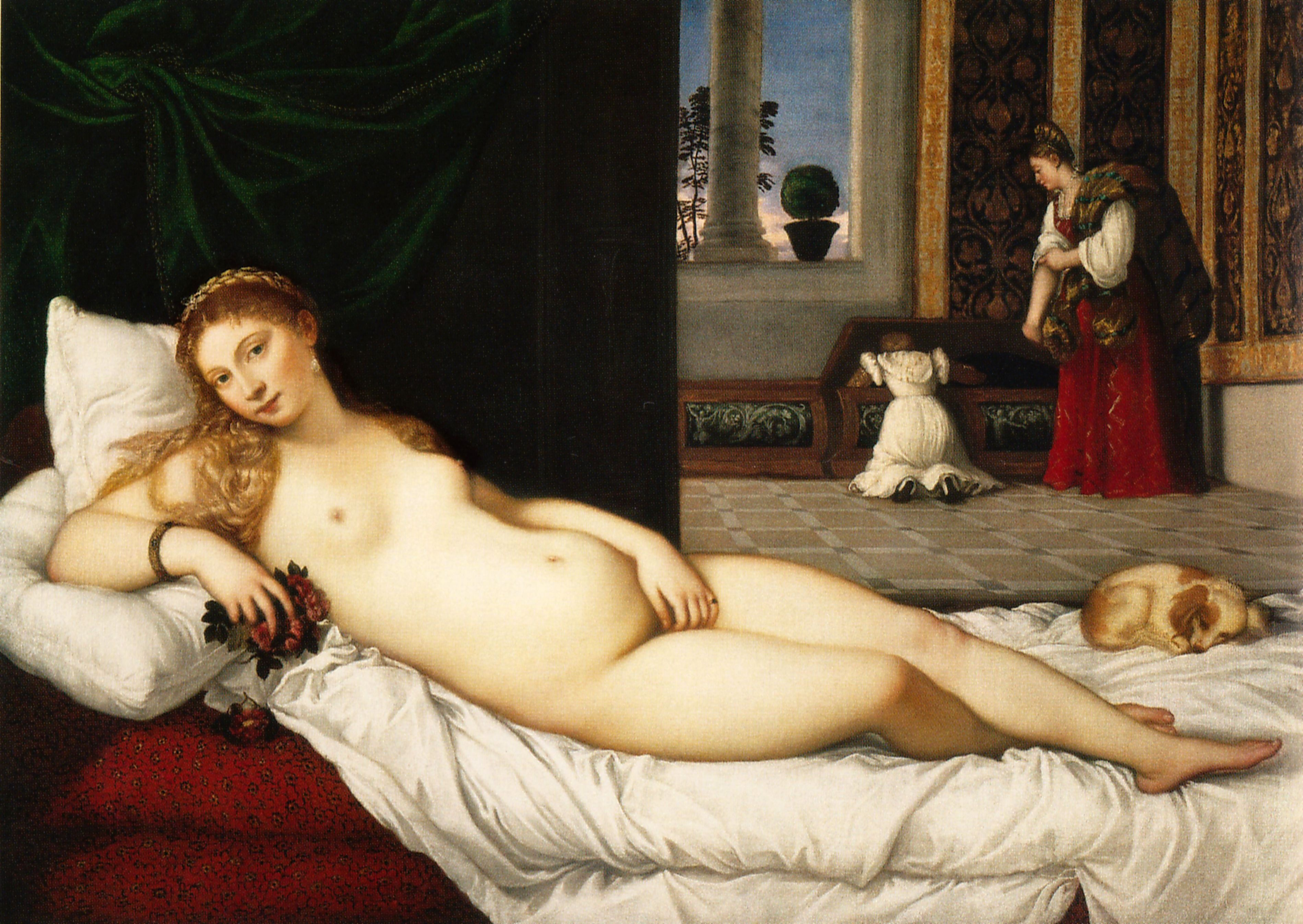
Venus van Urbino - Titiaan